# Propolis

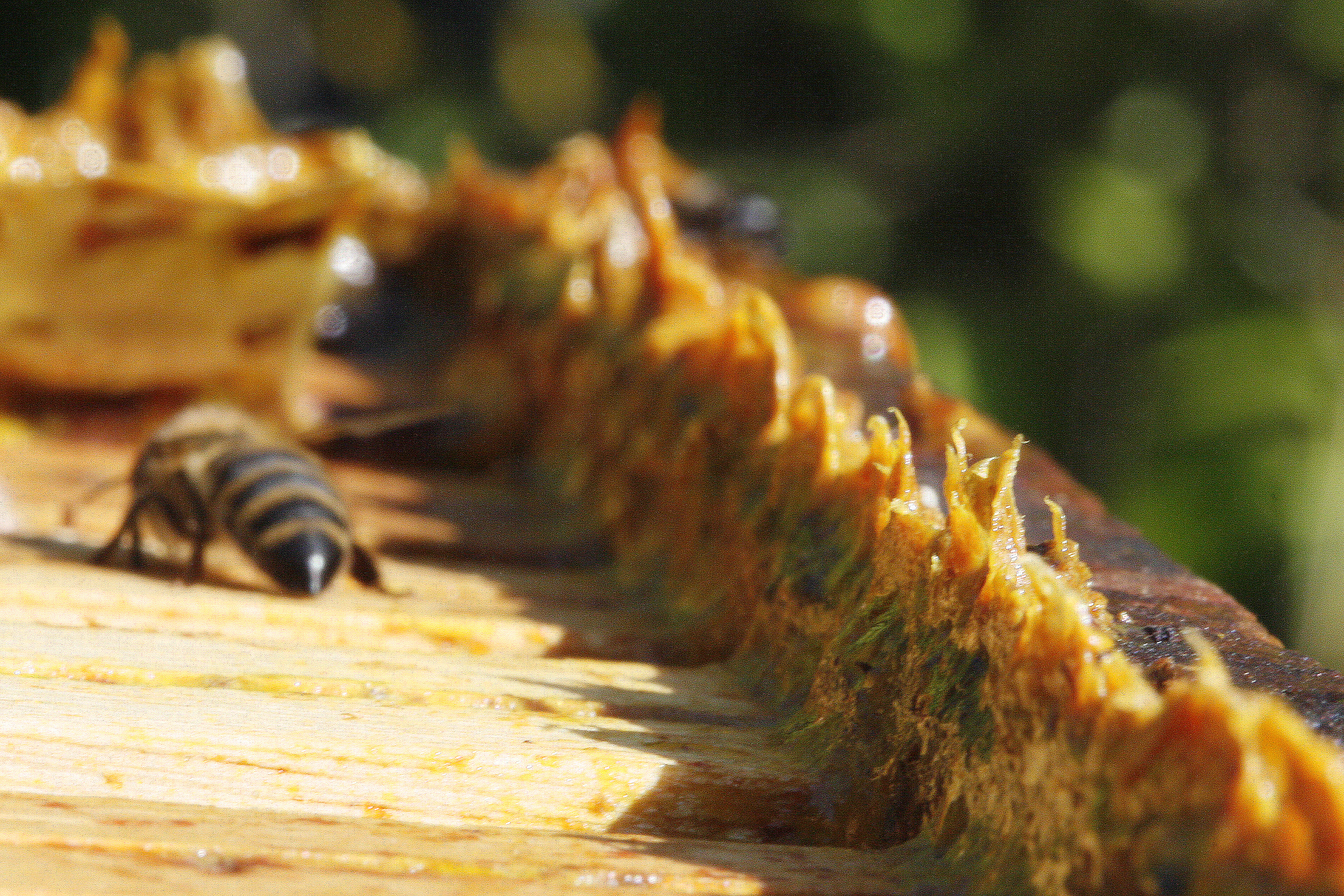
Propolis v úlu

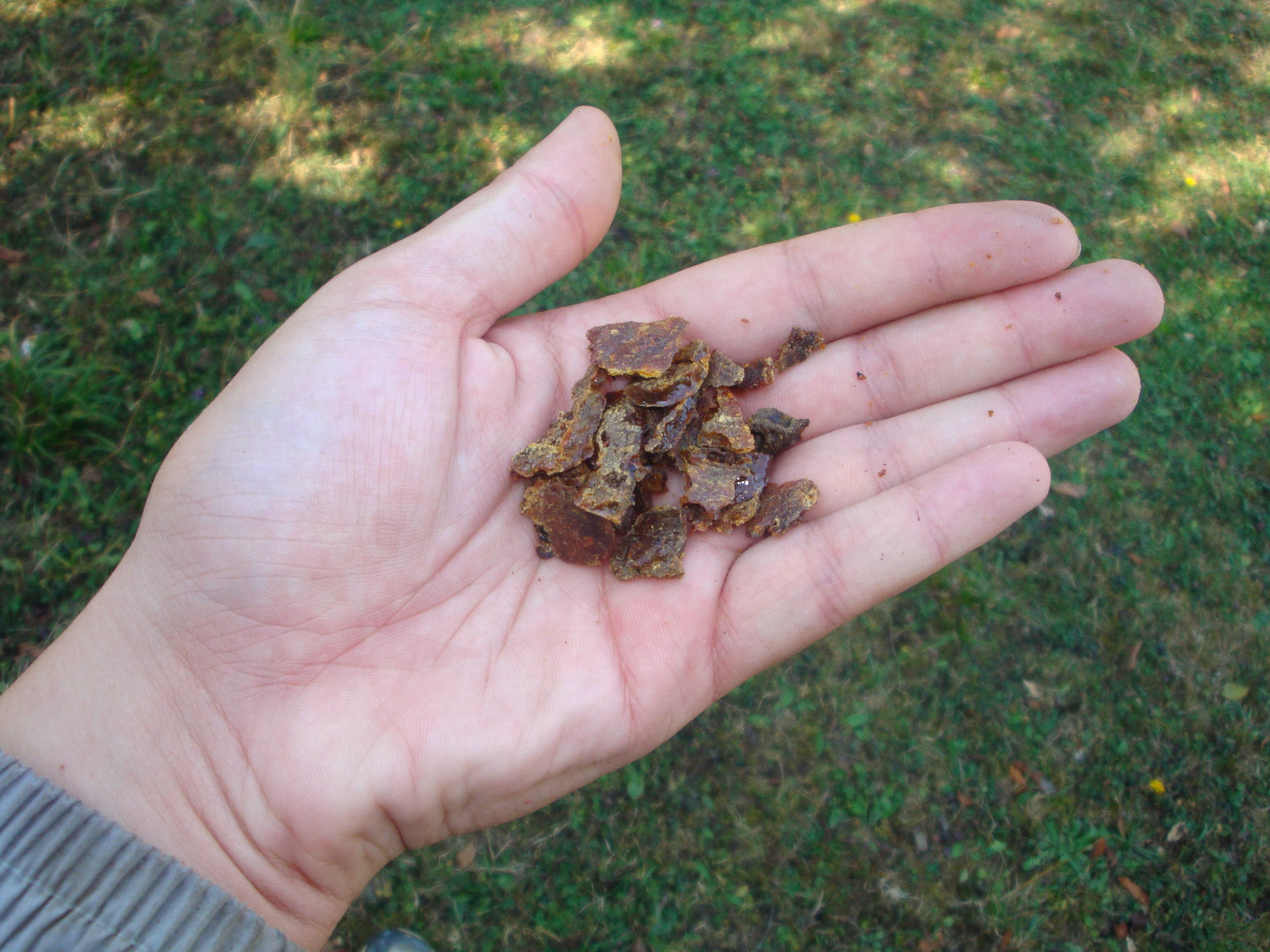
Propolis seškrábaný z vnitřních částí úlu

Propolis (méně často dluž, smoluňka, včelí tmel) je pryskyřičná látka příjemné aromatické vůně. Je produktem stavební činnosti včely medonosné ve včelstvu. Nabývá různých barevných odstínů od zelenožluté až k temně hnědé podle stáří a původu.
Surovinu k tvorbě propolisu sbírají včely na rostlinách produkujících pryskyřičné látky. Při zpracování mísí nasbíranou hmotu s výměšky hlavových žláz. Včely propolis využívají jako stavební a ochranný materiál. Propolisem vystýlají a vyztužují buňky plástů, zatmelují trhliny a otvory ve stěnách úlu, tmelením upravují velikost česna. Těla usmrcených vetřelců větších rozměrů, jako je myš nebo rejsek, nejsou včely schopny z úlu odstranit. Proto je pokryjí silnou vrstvou propolisu a takto zabrání jejich rozkladu.
Všechny vnitřní stěny úlu resp. dutiny obývané včelami jsou potaženy souvislou tenkou vrstvou propolisu. Při vyšší teplotě se z takového nátěru uvolňují těkavé látky, které prosycují atmosféru úlu a působí antibakteriálně.

## Etymologie
Slovo propolis (πρόπολη) je řeckého původu, skládá se ze dvou slov: προ („před“) a πόλη („město“) a znamená „předměstí“.

## Vlastnosti a složení

### Fyzikální vlastnosti
Za chladu je propolis tvrdý a křehký. Při úlové teplotě (25 až 35 °C) se stává měkkým a tvárným. Je těžší než voda (hustota: 1,112–1,136). Bod tání je proměnlivý v závislosti na rostlinném původu a pohybuje se v rozmezí 70 °C až 100 °C; avšak vždy vyšší než bod tání vosku. Ve vodě je špatně rozpustný, částečně v éteru a chloroformu, silně rozpustný v etylalkoholu a glycerinu.

### Chemické složení
Z chemického hlediska jde co do podílu jednotlivých složek o velmi proměnlivou směs pryskyřičných látek (asi 50 %), včelího vosku (asi 30 %), balzámů a éterických olejů (do 10 %). Vitaminy skupiny B se vyskytují v množství kolem 1 ppm. Zbarvení propolisu je ovlivněno přítomností stopových prvků reagujících s flavonoidními barvivy na šedočerné nebo zelenočerné látky.

### Biologická aktivita
Propolis má baktericidní či bakteriostatické účinky např. na Bacillus subtilis, salmonely, stafylokoky, bakterie způsobující žaludeční vředy, tuberkulózu, zánět plic, zubní kaz, hnilobu paznehtů a jiné. Propolis má také antiprotozonální a antinematódní účinky. Působí negativně na růst různých druhů hub a kvasinek. Uvedené účinky se připisují především přítomnosti flavonoidů a z menší části přítomným derivátům organických kyselin.

#### Farmakologické využití
Antimikrobiální vlastnosti jsou zužitkovány formou mastí, masážních prostředků nebo roztoků. Většímu uplatnění v oficiální farmakologii brání obtížná standardizace způsobená velkou proměnlivostí jeho složení. Jako povrchové anestetikum se uplatňuje ve stomatologii, v kožním lékařství se propolis používá proti kožním plísním, exémům nebo k regeneraci kožní tkáně. U citlivých osob existuje možnost alergických reakcí.
Tinktura zředěná vodou v poměru 1 : 2 je vhodná jako ústní voda.[zdroj?]

## Příprava tinktury a masti
Tinktura – 1 objemový díl propolisu rozmícháme ve 2 objemových dílech 96% ethanolu. Ve vhodné nádobě s uzávěrem při pokojové teplotě a za občasného míchání macerujeme několik dní. Hrubé nečistoty ze získané suspenze odfiltrujeme přes několik gáz. Filtrací přes filtrační papír odstraníme zbytek kalu. Získaná tinktura je nasycený roztok propolisu. Podle potřeby ředíme etylalkoholem, glycerinem nebo vodou.
Poznámka: rozpouštění v etylalkoholu o nižších koncentracích (60 % – 80 %) uvolňuje ze suroviny další látky rozpustné pouze ve vodě.
Mast – tinkturu smícháme s vepřovým sádlem, opatrně zahřejeme na 50 °C a mícháme do odpaření etylalkoholu. Tinkturu je možné takto vpravit také do masťového základu zakoupeného v lékárně. Mast se používá jako desinfekční prostředek.